# Nagu Berghamn
Berghamn är en ö nära Boskär i Nagu,  Finland. Den ligger i Skärgårdshavet i Pargas stad i landskapet Egentliga Finland, i den sydvästra delen av landet. Ön ligger omkring 3 kilometer nordost om Boskär, 17 kilometer söder om Nagu kyrka, 52 kilometer sydväst om Åbo och omkring 180 kilometer väster om Helsingfors. Förbindelsebåtarna M/S Eivor och M/S Cheri trafikerar Nagu Berghamn.
Öns area är 61,8 hektar och dess största längd är 1,2 kilometer i öst-västlig riktning.

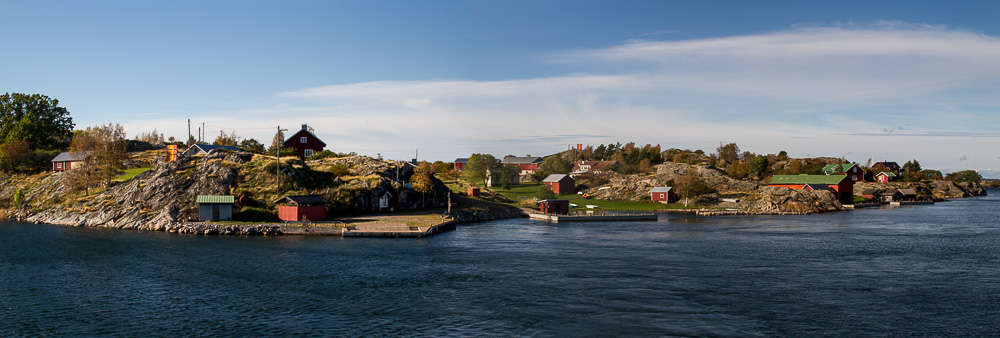
Nagu Berghamn.